# 柴頭港堡
柴頭港堡，是台灣中南部自清治時期至日治初期的一個行政區劃，其範圍包括今嘉義縣的太保市東南部、水上鄉北部及嘉義市的西部一小塊地區。
柴頭港堡北邊、東邊、南邊為嘉義西堡所包圍，西邊為大槺榔東下堡、大槺榔西堡。

## 管轄街庄
柴頭港堡共轄13個庄：
- 今太保市境內：埤蔴腳庄、管事厝庄、白鴒厝庄
- 今嘉義市境內：大溪厝庄、柴頭港庄、港仔坪庄、劉厝庄
- 今水上鄉境內：大堀尾庄、下塗溝庄、大崙庄、巷口庄、粗溪庄、下藔庄